# Montaigut
Montaigut é uma comuna francesa na região administrativa de Auvérnia-Ródano-Alpes, no departamento Puy-de-Dôme. Estende-se por uma área de 8,18 km². Em 2010 a comuna tinha 995 habitantes (densidade: 121,6 hab./km²).